# دشت ارغوانی (فیلم ۱۹۵۴)
دشت ارغوانی (به انگلیسی: The Purple Plain) یک فیلم جنگی بریتانیایی به کارگردانی رابرت پریش محصول ۱۹۵۴ است.